# Apache MyFaces
Apache MyFaces ist eine Open-Source-Implementierung der JavaServer-Faces-Spezifikation.
Es wird als freie Software unter Version 2.0 der Apache-Lizenz verbreitet.
MyFaces liegt aktuell in fünf verschiedenen Versionen (kompatibel mit JSF 1.1, 1.2, 2.0, 2.1 und 2.2) vor und ist ein Toplevel-Projekt der Apache Software Foundation. Im September 2005 hat MyFaces den offiziellen Kompatibilitätstest (TCK) von JSF 1.2 bestanden.
Im Vergleich zur JSF-Referenzimplementierung Mojarra vom GlassFish-Projekt bietet MyFaces mehr Oberflächenkomponenten. Neben einem dynamischen Navigationsbaum und Datenbrowser wird unter anderem eine Kalender- und HTML-Editor-Komponente mitgeliefert.
Zudem gibt es Oberflächenkomponenten, die mit Hilfe der Ajax-Technik umgesetzt wurden.
MyFaces gliedert sich in folgende Subprojekte:
MyFaces CoreJSF API und JSF Implementierung mit Standardkomponenten
MyFaces Tomahawkerweiterte JSF Komponenten
MyFaces Tomahawk Sandboxerweiterte JSF Komponenten im Beta-Stadium, keine Garantie für die Stabilität der Zugriffsschnittstelle
MyFaces Trinidaddie ehemalige Oracle ADF-Faces Komponentenbibliothek
MyFaces TobagoGUI Framework, keine HTML Kenntnisse benötigt
MyFaces OrchestraIntegration in Spring, Persistenzsicherung, Dialog-Framework
MyFaces Portlet BridgeImplementierung der standardisierten Portlet Bridge (JSR-301)